# 帝汶細鋤蛇鰻
帝汶細鋤蛇鰻（学名：Yirrkala timorensis），為輻鰭魚綱鰻鱺目糯鰻亞目蛇鰻科的其中一種，其种加词“timorensis”意为“帝汶的”。分布於印度太平洋區，包括南非、印尼、澳洲海域，棲息深度可達20公尺，體長可達44公分，棲息在底層水域，屬肉食性，生活習性不明。